# کمبل‌تاون
کمبل‌تاون (به انگلیسی: Campbeltown) یک شهرک در اسکاتلند است که در آرگایل و بوت واقع شده‌است. کمپبل‌تاون ۴٬۸۵۲ نفر جمعیت دارد.